# La puta y la ballena
La puta y la ballena es una  película argentina-española dramática de 2004 dirigida por Luis Puenzo y protagonizada por Aitana Sánchez-Gijón, Leonardo Sbaraglia y Miguel Ángel Solá. Fue escrita por Ángeles González-Sinde y Lucía Puenzo.

## Sinopsis
Vera (Aitana Sánchez-Gijón) es una escritora que está perdida en España tras habérsele sido detectado un cáncer de mama y tener una crisis matrimonial. En Buenos Aires le realizan una mastectomía y es allí donde encuentra un tema para su próxima novela: una ballena que se pierde dos veces en la misma playa y una corista que se prostituye en la Patagonia.

## Reparto
- Leonardo Sbaraglia como Emilio
- Aitana Sánchez-Gijón como Vera
- Pep Munné como Jordi
- Mercè Llorens como Lola
- Martín Caloni como Juanito
- Pompeyo Audivert (dramaturgo) como El gringo Orestes
- Miguel Ángel Solá como Suárez
- Nicolás Tognola como El Pibe Pedro
- Belén Blanco como Matilde
- Natalia Otero como Prostituta
- Carola Reyna como Meme
- Lydia Lamaison como Matilde
- Óscar Guzmán como Urondo
- Edward Nutkiewicz como Ernesto
- Nina Krakoff como Prostituta
- Coni Marino como Prostituta
- Olga Sokolinskaya como Prostituta
- Vando Villamil como Dr. Zimmerman
- Ricardo 'Pinino' Orri como La foca
- Oscar Nuñez como El pibe Pedro
- Mario Gas